# Volta à Romandia de 2022
A 75.ª edição da Volta à Romandia foi uma corrida de ciclismo em estrada por etapas que se celebrou entre 26 de abril 1 de maio de 2022 na Suíça com início na cidade de Lausana e final na população de Villars-sur-Ollon. O percurso constou de 5 etapas e um prólogo sobre uma distância total de 712,46 quilómetros.
A corrida fez parte do circuito UCI WorldTour de 2022, calendário ciclístico de máximo nível mundial, sendo a décimo oitava corrida de dito circuito e foi vencida pelo russo Aleksandr Vlasov do Bora-Hansgrohe. Completaram o pódio, como segundo e terceiro classificado respectivamente, o suíço Gino Mäder do Bahrain Victorious e o alemão Simon Geschke do Cofidis.

## Equipas participantes
Tomaram parte na corrida 20 equipas: 18 de categoria UCI WorldTeam, 1 UCI ProTeam convidado pela organização e a seleção nacional da Suíça. Formaram assim um pelotão de 137 ciclistas dos que acabaram 116. As equipas participantes foram:
| Equipes WorldTeam (18)- AG2R Citroën Team - Astana Qazaqstan Team - Bahrain Victorious - Bora-Hansgrohe - Cofidis - EF Education-EasyPost - Groupama-FDJ - Ineos Grenadiers - Intermarché-Wanty-Gobert Matériaux - Israel-Premier Tech - Jumbo-Visma - Lotto-Soudal - Movistar Team - Quick-Step Alpha Vinyl - BikeExchange-Jayco - Team DSM - Trek-Segafredo - UAE Team Emirates Equipe ProTeam- Equipo Kern Pharma Equipe nacional- Suíça |
| |

## Percurso
O Volta à Romandia dispôs de seis etapas divididas num Prólogo na primeira etapa, três etapas em media montanha, uma etapas de montanha, e uma contrarrelógio individual na última etapa, para um percurso total de 712,46 quilómetros e 12 578 metros de desnivel positivo.
| Etapa   | Data    | Percurso                   | type            | Distância (km) | Elevação (m) | Vencedor         | Líder geral      |
| ------- | ------- | -------------------------- | --------------- | -------------- | ------------ | ---------------- | ---------------- |
| Prólogo | 26 abr. | Lausana – Lausana          | prólogo         | 5,12           | 39 m         | Ethan Hayter     | Ethan Hayter     |
| 1       | 27 abr. | La Grande Béroche – Romont | etapa escarpada | 178            | 2 729 m      | Dylan Teuns      | Rohan Dennis     |
| 2       | 28 abr. | Echallens – Echallens      | etapa escarpada | 168,2          | 2 327 m      | Ethan Hayter     | Rohan Dennis     |
| 3       | 29 abr. | Valbroye – Valbroye        | etapa escarpada | 165,1          | 2 441 m      | Patrick Bevin    | Rohan Dennis     |
| 4       | 30 abr. | Aigle – Vale de Anniviers  | alta montanha   | 180,1          | 4 158 m      | Sergio Higuita   | Rohan Dennis     |
| 5       | 1 mai.  | Aigle – Villars-sur-Ollon  | cronoescalada   | 15,84          | 884 m        | Aleksandr Vlasov | Aleksandr Vlasov |

## Desenvolvimento da corrida

### Prólogo
| Lausana - Lausana | prólogo | (5,12 km) |

| \| Classificação por etapas \| Classificação por etapas \| Classificação por etapas \| Classificação por etapas \| Classificação por etapas \| \| Ciclista \| Ciclista \| Equipe \| Tempo \| \| \| ------------------------ \| ------------------------ \| ------------------------ \| ------------------------ \| ------------------------ \| \| 1. \| Ethan Hayter \| Ineos Grenadiers \| 5m52s \| \| \| 2. \| Rohan Dennis \| Jumbo-Visma \| + 4s \| \| \| 3. \| Felix Großschartner \| Bora-Hansgrohe \| + 10s \| \| \| 4. \| Geraint Thomas \| Ineos Grenadiers \| + 10s \| \| \| 5. \| Maximilian Schachmann \| Bora-Hansgrohe \| + 13s \| \| \| 6. \| Matteo Sobrero \| BikeExchange-Jayco \| + 13s \| \| \| 7. \| Ethan Vernon \| Quick-Step Alpha Vinyl \| + 14s \| \| \| 8. \| Georg Steinhauser \| EF Education-EasyPost \| + 14s \| \| \| 9. \| Mauro Schmid \| Quick-Step Alpha Vinyl \| + 14s \| \| \| 10. \| Juan Ayuso \| UAE Team Emirates \| + 14s \| \| |                       |                        |       |
| |                       |                        |       |
| Fonte: ProCyclingStats |                       |                        |       |
| Classificação por etapas |                       |                        |       |
| Ciclista | Ciclista              | Equipe                 | Tempo |
| 1. | Ethan Hayter          | Ineos Grenadiers       | 5m52s |
| 2. | Rohan Dennis          | Jumbo-Visma            | + 4s  |
| 3. | Felix Großschartner   | Bora-Hansgrohe         | + 10s |
| 4. | Geraint Thomas        | Ineos Grenadiers       | + 10s |
| 5. | Maximilian Schachmann | Bora-Hansgrohe         | + 13s |
| 6. | Matteo Sobrero        | BikeExchange-Jayco     | + 13s |
| 7. | Ethan Vernon          | Quick-Step Alpha Vinyl | + 14s |
| 8. | Georg Steinhauser     | EF Education-EasyPost  | + 14s |
| 9. | Mauro Schmid          | Quick-Step Alpha Vinyl | + 14s |
| 10. | Juan Ayuso            | UAE Team Emirates      | + 14s |

| \| Classificação geral \| Classificação geral \| Classificação geral \| Classificação geral \| Classificação geral \| \| Ciclista \| Ciclista \| Equipe \| Tempo \| \| \| ------------------- \| --------------------- \| ---------------------- \| ------------------- \| ------------------- \| \| 1. \| Ethan Hayter \| Ineos Grenadiers \| 5m52s \| \| \| 2. \| Rohan Dennis \| Jumbo-Visma \| + 4s \| \| \| 3. \| Felix Großschartner \| Bora-Hansgrohe \| + 10s \| \| \| 4. \| Geraint Thomas \| Ineos Grenadiers \| + 10s \| \| \| 5. \| Maximilian Schachmann \| Bora-Hansgrohe \| + 13s \| \| \| 6. \| Matteo Sobrero \| BikeExchange-Jayco \| + 13s \| \| \| 7. \| Ethan Vernon \| Quick-Step Alpha Vinyl \| + 14s \| \| \| 8. \| Georg Steinhauser \| EF Education-EasyPost \| + 14s \| \| \| 9. \| Mauro Schmid \| Quick-Step Alpha Vinyl \| + 14s \| \| \| 10. \| Juan Ayuso \| UAE Team Emirates \| + 14s \| \| |                       |                        |       |
| |                       |                        |       |
| Fonte: ProCyclingStats |                       |                        |       |
| Classificação geral |                       |                        |       |
| Ciclista | Ciclista              | Equipe                 | Tempo |
| 1. | Ethan Hayter          | Ineos Grenadiers       | 5m52s |
| 2. | Rohan Dennis          | Jumbo-Visma            | + 4s  |
| 3. | Felix Großschartner   | Bora-Hansgrohe         | + 10s |
| 4. | Geraint Thomas        | Ineos Grenadiers       | + 10s |
| 5. | Maximilian Schachmann | Bora-Hansgrohe         | + 13s |
| 6. | Matteo Sobrero        | BikeExchange-Jayco     | + 13s |
| 7. | Ethan Vernon          | Quick-Step Alpha Vinyl | + 14s |
| 8. | Georg Steinhauser     | EF Education-EasyPost  | + 14s |
| 9. | Mauro Schmid          | Quick-Step Alpha Vinyl | + 14s |
| 10. | Juan Ayuso            | UAE Team Emirates      | + 14s |

### 1.ª etapa
| La Grande Béroche - Romont | etapa escarpada | (178 km) |

| \| Classificação por etapas \| Classificação por etapas \| Classificação por etapas \| Classificação por etapas \| Classificação por etapas \| \| Ciclista \| Ciclista \| Equipe \| Tempo \| \| \| ------------------------ \| ------------------------ \| ---------------------------------- \| ------------------------ \| ------------------------ \| \| 1. \| Dylan Teuns \| Bahrain Victorious \| 4h23m58s \| \| \| 2. \| Rohan Dennis \| Jumbo-Visma \| + 0s \| \| \| 3. \| Marc Hirschi \| UAE Team Emirates \| + 2s \| \| \| 4. \| Aleksandr Vlasov \| Bora-Hansgrohe \| + 2s \| \| \| 5. \| Quinten Hermans \| Intermarché-Wanty-Gobert Matériaux \| + 2s \| \| \| 6. \| Ben O'Connor \| AG2R Citroën Team \| + 4s \| \| \| 7. \| Damiano Caruso \| Bahrain Victorious \| + 4s \| \| \| 8. \| Juan Ayuso \| UAE Team Emirates \| + 4s \| \| \| 9. \| Steff Cras \| Lotto-Soudal \| + 4s \| \| \| 10. \| Mauro Schmid \| Quick-Step Alpha Vinyl \| + 4s \| \| |                  |                                    |          |
| |                  |                                    |          |
| Fonte: ProCyclingStats |                  |                                    |          |
| Classificação por etapas |                  |                                    |          |
| Ciclista | Ciclista         | Equipe                             | Tempo    |
| 1. | Dylan Teuns      | Bahrain Victorious                 | 4h23m58s |
| 2. | Rohan Dennis     | Jumbo-Visma                        | + 0s     |
| 3. | Marc Hirschi     | UAE Team Emirates                  | + 2s     |
| 4. | Aleksandr Vlasov | Bora-Hansgrohe                     | + 2s     |
| 5. | Quinten Hermans  | Intermarché-Wanty-Gobert Matériaux | + 2s     |
| 6. | Ben O'Connor     | AG2R Citroën Team                  | + 4s     |
| 7. | Damiano Caruso   | Bahrain Victorious                 | + 4s     |
| 8. | Juan Ayuso       | UAE Team Emirates                  | + 4s     |
| 9. | Steff Cras       | Lotto-Soudal                       | + 4s     |
| 10. | Mauro Schmid     | Quick-Step Alpha Vinyl             | + 4s     |

| \| Classificação geral \| Classificação geral \| Classificação geral \| Classificação geral \| Classificação geral \| \| Ciclista \| Ciclista \| Equipe \| Tempo \| \| \| ------------------- \| ------------------- \| ---------------------- \| ------------------- \| ------------------- \| \| 1. \| Rohan Dennis \| Jumbo-Visma \| 4h29m48s \| \| \| 2. \| Felix Großschartner \| Bora-Hansgrohe \| + 16s \| \| \| 3. \| Dylan Teuns \| Bahrain Victorious \| + 18s \| \| \| 4. \| Mauro Schmid \| Quick-Step Alpha Vinyl \| + 20s \| \| \| 5. \| Juan Ayuso \| UAE Team Emirates \| + 20s \| \| \| 6. \| Mikkel Honoré \| Quick-Step Alpha Vinyl \| + 20s \| \| \| 7. \| Patrick Bevin \| Israel-Premier Tech \| + 22s \| \| \| 8. \| Aleksandr Vlasov \| Bora-Hansgrohe \| + 23s \| \| \| 9. \| Brandon McNulty \| UAE Team Emirates \| + 23s \| \| \| 10. \| Marc Hirschi \| UAE Team Emirates \| + 24s \| \| |                     |                        |          |
| |                     |                        |          |
| Fonte: ProCyclingStats |                     |                        |          |
| Classificação geral |                     |                        |          |
| Ciclista | Ciclista            | Equipe                 | Tempo    |
| 1. | Rohan Dennis        | Jumbo-Visma            | 4h29m48s |
| 2. | Felix Großschartner | Bora-Hansgrohe         | + 16s    |
| 3. | Dylan Teuns         | Bahrain Victorious     | + 18s    |
| 4. | Mauro Schmid        | Quick-Step Alpha Vinyl | + 20s    |
| 5. | Juan Ayuso          | UAE Team Emirates      | + 20s    |
| 6. | Mikkel Honoré       | Quick-Step Alpha Vinyl | + 20s    |
| 7. | Patrick Bevin       | Israel-Premier Tech    | + 22s    |
| 8. | Aleksandr Vlasov    | Bora-Hansgrohe         | + 23s    |
| 9. | Brandon McNulty     | UAE Team Emirates      | + 23s    |
| 10. | Marc Hirschi        | UAE Team Emirates      | + 24s    |

### 2.ª etapa
| Echallens - Echallens | etapa escarpada | (168,2 km) |

| \| Classificação por etapas \| Classificação por etapas \| Classificação por etapas \| Classificação por etapas \| Classificação por etapas \| \| Ciclista \| Ciclista \| Equipe \| Tempo \| \| \| ------------------------ \| ------------------------ \| ---------------------------------- \| ------------------------ \| ------------------------ \| \| 1. \| Ethan Hayter \| Ineos Grenadiers \| 4h04m55s \| \| \| 2. \| Jon Aberasturi \| Trek-Segafredo \| + 0s \| \| \| 3. \| Fernando Gaviria \| UAE Team Emirates \| + 0s \| \| \| 4. \| Aleksandr Vlasov \| Bora-Hansgrohe \| + 0s \| \| \| 5. \| Sean Quinn \| EF Education-EasyPost \| + 0s \| \| \| 6. \| Quinten Hermans \| Intermarché-Wanty-Gobert Matériaux \| + 0s \| \| \| 7. \| Nikias Arndt \| Team DSM \| + 0s \| \| \| 8. \| Ben O'Connor \| AG2R Citroën Team \| + 0s \| \| \| 9. \| Felix Großschartner \| Bora-Hansgrohe \| + 0s \| \| \| 10. \| Steven Kruijswijk \| Jumbo-Visma \| + 0s \| \| |                     |                                    |          |
| |                     |                                    |          |
| Fonte: ProCyclingStats |                     |                                    |          |
| Classificação por etapas |                     |                                    |          |
| Ciclista | Ciclista            | Equipe                             | Tempo    |
| 1. | Ethan Hayter        | Ineos Grenadiers                   | 4h04m55s |
| 2. | Jon Aberasturi      | Trek-Segafredo                     | + 0s     |
| 3. | Fernando Gaviria    | UAE Team Emirates                  | + 0s     |
| 4. | Aleksandr Vlasov    | Bora-Hansgrohe                     | + 0s     |
| 5. | Sean Quinn          | EF Education-EasyPost              | + 0s     |
| 6. | Quinten Hermans     | Intermarché-Wanty-Gobert Matériaux | + 0s     |
| 7. | Nikias Arndt        | Team DSM                           | + 0s     |
| 8. | Ben O'Connor        | AG2R Citroën Team                  | + 0s     |
| 9. | Felix Großschartner | Bora-Hansgrohe                     | + 0s     |
| 10. | Steven Kruijswijk   | Jumbo-Visma                        | + 0s     |

| \| Classificação geral \| Classificação geral \| Classificação geral \| Classificação geral \| Classificação geral \| \| Ciclista \| Ciclista \| Equipe \| Tempo \| \| \| ------------------- \| ------------------- \| ---------------------- \| ------------------- \| ------------------- \| \| 1. \| Rohan Dennis \| Jumbo-Visma \| 8h34m43s \| \| \| 2. \| Felix Großschartner \| Bora-Hansgrohe \| + 14s \| \| \| 3. \| Mauro Schmid \| Quick-Step Alpha Vinyl \| + 18s \| \| \| 4. \| Dylan Teuns \| Bahrain Victorious \| + 18s \| \| \| 5. \| Juan Ayuso \| UAE Team Emirates \| + 18s \| \| \| 6. \| Mikkel Honoré \| Quick-Step Alpha Vinyl \| + 18s \| \| \| 7. \| Patrick Bevin \| Israel-Premier Tech \| + 20s \| \| \| 8. \| Brandon McNulty \| UAE Team Emirates \| + 21s \| \| \| 9. \| Aleksandr Vlasov \| Bora-Hansgrohe \| + 23s \| \| \| 10. \| Marc Hirschi \| UAE Team Emirates \| + 24s \| \| |                     |                        |          |
| |                     |                        |          |
| Fonte: ProCyclingStats |                     |                        |          |
| Classificação geral |                     |                        |          |
| Ciclista | Ciclista            | Equipe                 | Tempo    |
| 1. | Rohan Dennis        | Jumbo-Visma            | 8h34m43s |
| 2. | Felix Großschartner | Bora-Hansgrohe         | + 14s    |
| 3. | Mauro Schmid        | Quick-Step Alpha Vinyl | + 18s    |
| 4. | Dylan Teuns         | Bahrain Victorious     | + 18s    |
| 5. | Juan Ayuso          | UAE Team Emirates      | + 18s    |
| 6. | Mikkel Honoré       | Quick-Step Alpha Vinyl | + 18s    |
| 7. | Patrick Bevin       | Israel-Premier Tech    | + 20s    |
| 8. | Brandon McNulty     | UAE Team Emirates      | + 21s    |
| 9. | Aleksandr Vlasov    | Bora-Hansgrohe         | + 23s    |
| 10. | Marc Hirschi        | UAE Team Emirates      | + 24s    |

### 3.ª etapa
| Valbroye - Valbroye | etapa escarpada | (165,1 km) |

| \| Classificação por etapas \| Classificação por etapas \| Classificação por etapas \| Classificação por etapas \| Classificação por etapas \| \| Ciclista \| Ciclista \| Equipe \| Tempo \| \| \| ------------------------ \| ------------------------ \| ---------------------------------- \| ------------------------ \| ------------------------ \| \| 1. \| Patrick Bevin \| Israel-Premier Tech \| 3h53m27s \| \| \| 2. \| Ethan Hayter \| Ineos Grenadiers \| + 0s \| \| \| 3. \| Rohan Dennis \| Jumbo-Visma \| + 0s \| \| \| 4. \| Dion Smith \| BikeExchange-Jayco \| + 0s \| \| \| 5. \| Quinten Hermans \| Intermarché-Wanty-Gobert Matériaux \| + 0s \| \| \| 6. \| Damiano Caruso \| Bahrain Victorious \| + 0s \| \| \| 7. \| Finn Fisher-Black \| UAE Team Emirates \| + 0s \| \| \| 8. \| Felix Großschartner \| Bora-Hansgrohe \| + 0s \| \| \| 9. \| Nikias Arndt \| Team DSM \| + 0s \| \| \| 10. \| Mikkel Honoré \| Quick-Step Alpha Vinyl \| + 0s \| \| |                     |                                    |          |
| |                     |                                    |          |
| Fonte: ProCyclingStats |                     |                                    |          |
| Classificação por etapas |                     |                                    |          |
| Ciclista | Ciclista            | Equipe                             | Tempo    |
| 1. | Patrick Bevin       | Israel-Premier Tech                | 3h53m27s |
| 2. | Ethan Hayter        | Ineos Grenadiers                   | + 0s     |
| 3. | Rohan Dennis        | Jumbo-Visma                        | + 0s     |
| 4. | Dion Smith          | BikeExchange-Jayco                 | + 0s     |
| 5. | Quinten Hermans     | Intermarché-Wanty-Gobert Matériaux | + 0s     |
| 6. | Damiano Caruso      | Bahrain Victorious                 | + 0s     |
| 7. | Finn Fisher-Black   | UAE Team Emirates                  | + 0s     |
| 8. | Felix Großschartner | Bora-Hansgrohe                     | + 0s     |
| 9. | Nikias Arndt        | Team DSM                           | + 0s     |
| 10. | Mikkel Honoré       | Quick-Step Alpha Vinyl             | + 0s     |

| \| Classificação geral \| Classificação geral \| Classificação geral \| Classificação geral \| Classificação geral \| \| Ciclista \| Ciclista \| Equipe \| Tempo \| \| \| ------------------- \| ------------------- \| ---------------------- \| ------------------- \| ------------------- \| \| 1. \| Rohan Dennis \| Jumbo-Visma \| 12h28m06s \| \| \| 2. \| Patrick Bevin \| Israel-Premier Tech \| + 14s \| \| \| 3. \| Felix Großschartner \| Bora-Hansgrohe \| + 18s \| \| \| 4. \| Mauro Schmid \| Quick-Step Alpha Vinyl \| + 22s \| \| \| 5. \| Dylan Teuns \| Bahrain Victorious \| + 22s \| \| \| 6. \| Juan Ayuso \| UAE Team Emirates \| + 22s \| \| \| 7. \| Mikkel Honoré \| Quick-Step Alpha Vinyl \| + 22s \| \| \| 8. \| Brandon McNulty \| UAE Team Emirates \| + 25s \| \| \| 9. \| Aleksandr Vlasov \| Bora-Hansgrohe \| + 27s \| \| \| 10. \| Marc Hirschi \| UAE Team Emirates \| + 28s \| \| |                     |                        |           |
| |                     |                        |           |
| Fonte: ProCyclingStats |                     |                        |           |
| Classificação geral |                     |                        |           |
| Ciclista | Ciclista            | Equipe                 | Tempo     |
| 1. | Rohan Dennis        | Jumbo-Visma            | 12h28m06s |
| 2. | Patrick Bevin       | Israel-Premier Tech    | + 14s     |
| 3. | Felix Großschartner | Bora-Hansgrohe         | + 18s     |
| 4. | Mauro Schmid        | Quick-Step Alpha Vinyl | + 22s     |
| 5. | Dylan Teuns         | Bahrain Victorious     | + 22s     |
| 6. | Juan Ayuso          | UAE Team Emirates      | + 22s     |
| 7. | Mikkel Honoré       | Quick-Step Alpha Vinyl | + 22s     |
| 8. | Brandon McNulty     | UAE Team Emirates      | + 25s     |
| 9. | Aleksandr Vlasov    | Bora-Hansgrohe         | + 27s     |
| 10. | Marc Hirschi        | UAE Team Emirates      | + 28s     |

### 4.ª etapa
| Aigle - Vale de Anniviers | alta montanha | (180,1 km) |

| \| Classificação por etapas \| Classificação por etapas \| Classificação por etapas \| Classificação por etapas \| Classificação por etapas \| \| Ciclista \| Ciclista \| Equipe \| Tempo \| \| \| ------------------------ \| ------------------------ \| ------------------------ \| ------------------------ \| ------------------------ \| \| 1. \| Sergio Higuita \| Bora-Hansgrohe \| 4h58m52s \| \| \| 2. \| Aleksandr Vlasov \| Bora-Hansgrohe \| + 0s \| \| \| 3. \| Juan Ayuso \| UAE Team Emirates \| + 0s \| \| \| 4. \| Ben O'Connor \| AG2R Citroën Team \| + 0s \| \| \| 5. \| Thibaut Pinot \| Groupama-FDJ \| + 0s \| \| \| 6. \| Michael Woods \| Israel-Premier Tech \| + 0s \| \| \| 7. \| Gino Mäder \| Bahrain Victorious \| + 0s \| \| \| 8. \| Sébastien Reichenbach \| Groupama-FDJ \| + 0s \| \| \| 9. \| Simon Geschke \| Cofidis \| + 0s \| \| \| 10. \| Carlos Verona \| Movistar Team \| + 0s \| \| |                       |                     |          |
| |                       |                     |          |
| Fonte: ProCyclingStats |                       |                     |          |
| Classificação por etapas |                       |                     |          |
| Ciclista | Ciclista              | Equipe              | Tempo    |
| 1. | Sergio Higuita        | Bora-Hansgrohe      | 4h58m52s |
| 2. | Aleksandr Vlasov      | Bora-Hansgrohe      | + 0s     |
| 3. | Juan Ayuso            | UAE Team Emirates   | + 0s     |
| 4. | Ben O'Connor          | AG2R Citroën Team   | + 0s     |
| 5. | Thibaut Pinot         | Groupama-FDJ        | + 0s     |
| 6. | Michael Woods         | Israel-Premier Tech | + 0s     |
| 7. | Gino Mäder            | Bahrain Victorious  | + 0s     |
| 8. | Sébastien Reichenbach | Groupama-FDJ        | + 0s     |
| 9. | Simon Geschke         | Cofidis             | + 0s     |
| 10. | Carlos Verona         | Movistar Team       | + 0s     |

| \| Classificação geral \| Classificação geral \| Classificação geral \| Classificação geral \| Classificação geral \| \| Ciclista \| Ciclista \| Equipe \| Tempo \| \| \| ------------------- \| --------------------- \| --------------------- \| ------------------- \| ------------------- \| \| 1. \| Rohan Dennis \| Jumbo-Visma \| 17h27m01s \| \| \| 2. \| Juan Ayuso \| UAE Team Emirates \| + 15s \| \| \| 3. \| Aleksandr Vlasov \| Bora-Hansgrohe \| + 18s \| \| \| 4. \| Ben O'Connor \| AG2R Citroën Team \| + 25s \| \| \| 5. \| Luke Plapp \| Ineos Grenadiers \| + 30s \| \| \| 6. \| Gino Mäder \| Bahrain Victorious \| + 32s \| \| \| 7. \| Sébastien Reichenbach \| Groupama-FDJ \| + 37s \| \| \| 8. \| Neilson Powless \| EF Education-EasyPost \| + 41s \| \| \| 9. \| Simon Geschke \| Cofidis \| + 42s \| \| \| 10. \| Steff Cras \| Lotto-Soudal \| + 45s \| \| |                       |                       |           |
| |                       |                       |           |
| Fonte: ProCyclingStats |                       |                       |           |
| Classificação geral |                       |                       |           |
| Ciclista | Ciclista              | Equipe                | Tempo     |
| 1. | Rohan Dennis          | Jumbo-Visma           | 17h27m01s |
| 2. | Juan Ayuso            | UAE Team Emirates     | + 15s     |
| 3. | Aleksandr Vlasov      | Bora-Hansgrohe        | + 18s     |
| 4. | Ben O'Connor          | AG2R Citroën Team     | + 25s     |
| 5. | Luke Plapp            | Ineos Grenadiers      | + 30s     |
| 6. | Gino Mäder            | Bahrain Victorious    | + 32s     |
| 7. | Sébastien Reichenbach | Groupama-FDJ          | + 37s     |
| 8. | Neilson Powless       | EF Education-EasyPost | + 41s     |
| 9. | Simon Geschke         | Cofidis               | + 42s     |
| 10. | Steff Cras            | Lotto-Soudal          | + 45s     |

### 5.ª etapa
| Aigle - Villars-sur-Ollon | cronoescalada | (15,84 km) |

| \| Classificação por etapas \| Classificação por etapas \| Classificação por etapas \| Classificação por etapas \| Classificação por etapas \| \| Ciclista \| Ciclista \| Equipe \| Tempo \| \| \| ------------------------ \| ------------------------ \| ---------------------------------- \| ------------------------ \| ------------------------ \| \| 1. \| Aleksandr Vlasov \| Bora-Hansgrohe \| 33m40s \| \| \| 2. \| Simon Geschke \| Cofidis \| + 31s \| \| \| 3. \| Gino Mäder \| Bahrain Victorious \| + 36s \| \| \| 4. \| Damiano Caruso \| Bahrain Victorious \| + 1m04s \| \| \| 5. \| Steven Kruijswijk \| Jumbo-Visma \| + 1m05s \| \| \| 6. \| Thibaut Pinot \| Groupama-FDJ \| + 1m07s \| \| \| 7. \| Rein Taaramäe \| Intermarché-Wanty-Gobert Matériaux \| + 1m25s \| \| \| 8. \| Juan Ayuso \| UAE Team Emirates \| + 1m25s \| \| \| 9. \| Sepp Kuss \| Jumbo-Visma \| + 1m26s \| \| \| 10. \| Ben O'Connor \| AG2R Citroën Team \| + 1m40s \| \| |                   |                                    |         |
| |                   |                                    |         |
| Fonte: ProCyclingStats |                   |                                    |         |
| Classificação por etapas |                   |                                    |         |
| Ciclista | Ciclista          | Equipe                             | Tempo   |
| 1. | Aleksandr Vlasov  | Bora-Hansgrohe                     | 33m40s  |
| 2. | Simon Geschke     | Cofidis                            | + 31s   |
| 3. | Gino Mäder        | Bahrain Victorious                 | + 36s   |
| 4. | Damiano Caruso    | Bahrain Victorious                 | + 1m04s |
| 5. | Steven Kruijswijk | Jumbo-Visma                        | + 1m05s |
| 6. | Thibaut Pinot     | Groupama-FDJ                       | + 1m07s |
| 7. | Rein Taaramäe     | Intermarché-Wanty-Gobert Matériaux | + 1m25s |
| 8. | Juan Ayuso        | UAE Team Emirates                  | + 1m25s |
| 9. | Sepp Kuss         | Jumbo-Visma                        | + 1m26s |
| 10. | Ben O'Connor      | AG2R Citroën Team                  | + 1m40s |

## Classificações finais
- As classificações finalizaram da seguinte forma:[4]

### Classificação geral
| \| Classificação geral \| Classificação geral \| Classificação geral \| Classificação geral \| Classificação geral \| \| Ciclista \| Ciclista \| Equipe \| Tempo \| \| \| ------------------- \| ------------------- \| ------------------- \| ------------------- \| ------------------- \| \| 1. \| Aleksandr Vlasov \| Bora-Hansgrohe \| 18h00m59s \| \| \| 2. \| Gino Mäder \| Bahrain Victorious \| + 50s \| \| \| 3. \| Simon Geschke \| Cofidis \| + 55s \| \| \| 4. \| Juan Ayuso \| UAE Team Emirates \| + 1m22s \| \| \| 5. \| Ben O'Connor \| AG2R Citroën Team \| + 1m47s \| \| \| 6. \| Damiano Caruso \| Bahrain Victorious \| + 1m51s \| \| \| 7. \| Steven Kruijswijk \| Jumbo-Visma \| + 1m52s \| \| \| 8. \| Rohan Dennis \| Jumbo-Visma \| + 1m54s \| \| \| 9. \| Luke Plapp \| Ineos Grenadiers \| + 2m08s \| \| \| 10. \| Einer Rubio \| Movistar Team \| + 2m13s \| \| |                   |                    |           |
| |                   |                    |           |
| Fonte: ProCyclingStats |                   |                    |           |
| Classificação geral |                   |                    |           |
| Ciclista | Ciclista          | Equipe             | Tempo     |
| 1. | Aleksandr Vlasov  | Bora-Hansgrohe     | 18h00m59s |
| 2. | Gino Mäder        | Bahrain Victorious | + 50s     |
| 3. | Simon Geschke     | Cofidis            | + 55s     |
| 4. | Juan Ayuso        | UAE Team Emirates  | + 1m22s   |
| 5. | Ben O'Connor      | AG2R Citroën Team  | + 1m47s   |
| 6. | Damiano Caruso    | Bahrain Victorious | + 1m51s   |
| 7. | Steven Kruijswijk | Jumbo-Visma        | + 1m52s   |
| 8. | Rohan Dennis      | Jumbo-Visma        | + 1m54s   |
| 9. | Luke Plapp        | Ineos Grenadiers   | + 2m08s   |
| 10. | Einer Rubio       | Movistar Team      | + 2m13s   |

### Classificação dos pontos
| Classificação por pontos | Classificação por pontos | Classificação por pontos           | Classificação por pontos | Classificação por pontos |
| Ciclista                 | Ciclista                 | Equipe                             | Pontos                   |                          |
| ------------------------ | ------------------------ | ---------------------------------- | ------------------------ | ------------------------ |
| 1.                       | Ethan Hayter             | Ineos Grenadiers                   | 110 pts                  |                          |
| 2.                       | Aleksandr Vlasov         | Bora-Hansgrohe                     | 96 pts                   |                          |
| 3.                       | Rohan Dennis             | Jumbo-Visma                        | 81 pts                   |                          |
| 4.                       | Quinten Hermans          | Intermarché-Wanty-Gobert Matériaux | 61 pts                   |                          |
| 5.                       | Patrick Bevin            | Israel-Premier Tech                | 55 pts                   |                          |
| 6.                       | Dylan Teuns              | Bahrain Victorious                 | 50 pts                   |                          |
| 7.                       | Toms Skujiņš             | Trek-Segafredo                     | 50 pts                   |                          |
| 8.                       | Juan Ayuso               | UAE Team Emirates                  | 50 pts                   |                          |
| 9.                       | Ben O'Connor             | AG2R Citroën Team                  | 50 pts                   |                          |
| 10.                      | Damiano Caruso           | Bahrain Victorious                 | 45 pts                   |                          |

### Classificação da montanha
| Classificação da montanha | Classificação da montanha    | Classificação da montanha | Classificação da montanha | Classificação da montanha |
| Ciclista                  | Ciclista                     | Equipe                    | Pontos                    |                           |
| ------------------------- | ---------------------------- | ------------------------- | ------------------------- | ------------------------- |
| 1.                        | Toms Skujiņš                 | Trek-Segafredo            | 49 pts                    |                           |
| 2.                        | James Knox                   | Quick-Step Alpha Vinyl    | 34 pts                    |                           |
| 3.                        | Krists Neilands              | Israel-Premier Tech       | 20 pts                    |                           |
| 4.                        | Nils Brun                    | Suíça                     | 17 pts                    |                           |
| 5.                        | Óscar Rodríguez Garaicoechea | Movistar Team             | 16 pts                    |                           |
| 6.                        | Thomas Champion              | Cofidis                   | 15 pts                    |                           |
| 7.                        | Ion Izagirre                 | Cofidis                   | 15 pts                    |                           |
| 8.                        | Einer Rubio                  | Movistar Team             | 12 pts                    |                           |
| 9.                        | Antoine Debons               | Suíça                     | 11 pts                    |                           |
| 10.                       | Andrey Amador                | Ineos Grenadiers          | 10 pts                    |                           |

### Classificação dos jovens
| Classificação dos jovens | Classificação dos jovens | Classificação dos jovens | Classificação dos jovens | Classificação dos jovens |
| Ciclista                 | Ciclista                 | Equipe                   | Tempo                    |                          |
| ------------------------ | ------------------------ | ------------------------ | ------------------------ | ------------------------ |
| 1.                       | Juan Ayuso               | UAE Team Emirates        | 18h02m21s                |                          |
| 2.                       | Luke Plapp               | Ineos Grenadiers         | + 46s                    |                          |
| 3.                       | Einer Rubio              | Movistar Team            | + 51s                    |                          |
| 4.                       | Sean Quinn               | EF Education-EasyPost    | + 2m06s                  |                          |
| 5.                       | Marc Hirschi             | UAE Team Emirates        | + 3m04s                  |                          |
| 6.                       | Mauro Schmid             | Quick-Step Alpha Vinyl   | + 3m22s                  |                          |
| 7.                       | Finn Fisher-Black        | UAE Team Emirates        | + 3m56s                  |                          |
| 8.                       | Andreas Leknessund       | Team DSM                 | + 5m43s                  |                          |
| 9.                       | Abner González           | Movistar Team            | + 5m44s                  |                          |
| 10.                      | Ben Healy                | EF Education-EasyPost    | + 12m30s                 |                          |

### Classificação por equipas
| Classificação por equipes | Classificação por equipes | Classificação por equipes | Classificação por equipes |
| Equipe                    | Equipe                    | Tempo                     |                           |
| ------------------------- | ------------------------- | ------------------------- | ------------------------- |
| 1.                        | Jumbo-Visma               | 54h09m15s                 |                           |
| 2.                        | Bahrain Victorious        | + 2m14s                   |                           |
| 3.                        | Groupama-FDJ              | + 2m20s                   |                           |
| 4.                        | Movistar Team             | + 2m26s                   |                           |
| 5.                        | Bora-Hansgrohe            | + 3m30s                   |                           |

## Evolução das classificações
| Etapa   |                 | Vencedor _       | Classificação geral | Prêmio por pontos | Prêmio de montanha | Juventude    | Disputa        | Equipes           |
| ------- | --------------- | ---------------- | ------------------- | ----------------- | ------------------ | ------------ | -------------- | ----------------- |
| Prólogo | prólogo         | Ethan Hayter     | Ethan Hayter        | Ethan Hayter      | não atribuído      | Ethan Hayter | não atribuído  | Ineos Grenadiers  |
| 1       | etapa escarpada | Dylan Teuns      | Rohan Dennis        | Rohan Dennis      | Thomas Champion    | Mauro Schmid | Antoine Debons | UAE Team Emirates |
| 2       | etapa escarpada | Ethan Hayter     | Rohan Dennis        | Ethan Hayter      | Thomas Champion    | Mauro Schmid | Nils Brun      | UAE Team Emirates |
| 3       | etapa escarpada | Patrick Bevin    | Rohan Dennis        | Ethan Hayter      | Krists Neilands    | Mauro Schmid | Nans Peters    | UAE Team Emirates |
| 4       | alta montanha   | Sergio Higuita   | Rohan Dennis        | Ethan Hayter      | Toms Skujiņš       | Juan Ayuso   | Ion Izagirre   | Groupama-FDJ      |
| 5       | cronoescalada   | Aleksandr Vlasov | Aleksandr Vlasov    | Ethan Hayter      | Toms Skujiņš       | Juan Ayuso   | Nils Brun      | Jumbo-Visma       |
| Final   | Final           |                  | Aleksandr Vlasov    | Ethan Hayter      | Toms Skujiņš       | Juan Ayuso   | não atribuído  | Jumbo-Visma       |

## Ciclistas participantes e posições finais
| Ineos Grenadiers IGD | Ineos Grenadiers IGD       | Ineos Grenadiers IGD |
| -------------------- | -------------------------- | -------------------- |
| Num                  | Ciclista                   | Pos                  |
| 1                    | Geraint Thomas (GBR)       | 19.                  |
| 2                    | Andrey Amador (CRC)        | 50.                  |
| 3                    | Laurens De Plus (BEL)      | 84.                  |
| 4                    | Ethan Hayter (GBR) (CRI)   | 62.                  |
| 5                    | Luke Plapp (AUS) (estrada) | 9.                   |
| 6                    | Brandon Rivera (COL)       | DNF-4                |
| 7                    | Magnus Sheffield (USA)     | 48.                  |

| UAE Team Emirates UAD | UAE Team Emirates UAD   | UAE Team Emirates UAD |
| --------------------- | ----------------------- | --------------------- |
| Num                   | Ciclista                | Pos                   |
| 11                    | Marc Hirschi (SUI)      | 21.                   |
| 12                    | Ivo Oliveira (POR)      | 88.                   |
| 13                    | Juan Ayuso (ESP)        | 4.                    |
| 14                    | Finn Fisher-Black (NZL) | 27.                   |
| 15                    | Fernando Gaviria (COL)  | NP-4                  |
| 16                    | Brandon McNulty (USA)   | NP-4                  |
| 17                    | Jan Polanc (SLO)        | 67.                   |

| Jumbo-Visma TJV | Jumbo-Visma TJV             | Jumbo-Visma TJV |
| --------------- | --------------------------- | --------------- |
| Num             | Ciclista                    | Pos             |
| 21              | Steven Kruijswijk (NED)     | 7.              |
| 22              | Rohan Dennis (AUS) (CRI)    | 8.              |
| 23              | Robert Gesink (NED)         | 52.             |
| 24              | Michel Hessmann (GER)       | 107.            |
| 25              | Sepp Kuss (USA)             | 12.             |
| 26              | Gijs Leemreize (NED)        | 79.             |
| 27              | Timo Roosen (NED) (estrada) | 92.             |

| Bahrain Victorious TBV | Bahrain Victorious TBV      | Bahrain Victorious TBV |
| ---------------------- | --------------------------- | ---------------------- |
| Num                    | Ciclista                    | Pos                    |
| 31                     | Damiano Caruso (ITA)        | 6.                     |
| 32                     | Gino Mäder (SUI)            | 2.                     |
| 33                     | Hermann Pernsteiner (AUT)   | 36.                    |
| 34                     | Johan Price-Pejtersen (DEN) | 114.                   |
| 35                     | Luis León Sánchez (ESP)     | 40.                    |
| 36                     | Dylan Teuns (BEL)           | 98.                    |
| 37                     | Stephen Williams (GBR)      | 98.                    |

| Intermarché-Wanty-Gobert Matériaux IWG | Intermarché-Wanty-Gobert Matériaux IWG | Intermarché-Wanty-Gobert Matériaux IWG |
| -------------------------------------- | -------------------------------------- | -------------------------------------- |
| Num                                    | Ciclista                               | Pos                                    |
| 41                                     | Louis Meintjes (RSA)                   | 32.                                    |
| 42                                     | Théo Delacroix (FRA)                   | 106.                                   |
| 43                                     | Quinten Hermans (BEL)                  | 69.                                    |
| 44                                     | Laurens Huys (BEL)                     | 110.                                   |
| 45                                     | Julius Johansen (DEN)                  | 115.                                   |
| 46                                     | Baptiste Planckaert (BEL)              | NP-3                                   |
| 47                                     | Rein Taaramäe (EST) (CRI)              | 33.                                    |

| Cofidis COF | Cofidis COF              | Cofidis COF |
| ----------- | ------------------------ | ----------- |
| Num         | Ciclista                 | Pos         |
| 51          | Ion Izagirre (ESP) (CRI) | 64.         |
| 52          | Sander Armée (BEL)       | 56.         |
| 53          | Tom Bohli (SUI)          | 112.        |
| 54          | Thomas Champion (FRA)    | 109.        |
| 55          | Rubén Fernández (ESP)    | 42.         |
| 56          | Simon Geschke (GER)      | 3.          |
| 57          | Davide Villella (ITA)    | 31.         |

| Groupama-FDJ GFC | Groupama-FDJ GFC            | Groupama-FDJ GFC |
| ---------------- | --------------------------- | ---------------- |
| Num              | Ciclista                    | Pos              |
| 61               | Thibaut Pinot (FRA)         | 13.              |
| 62               | Matteo Badilatti (SUI)      | 59.              |
| 63               | Rudy Molard (FRA)           | 25.              |
| 64               | Quentin Pacher (FRA)        | 41.              |
| 65               | Sébastien Reichenbach (SUI) | 15.              |
| 66               | Anthony Roux (FRA)          | 90.              |
| 67               | Michael Storer (AUS)        | NP-1             |

| Quick-Step Alpha Vinyl QST | Quick-Step Alpha Vinyl QST   | Quick-Step Alpha Vinyl QST |
| -------------------------- | ---------------------------- | -------------------------- |
| Num                        | Ciclista                     | Pos                        |
| 71                         | Rémi Cavagna (FRA) (estrada) | 82.                        |
| 72                         | Mattia Cattaneo (ITA)        | 91.                        |
| 73                         | Josef Černý (CZE) (CRI)      | DNF-4                      |
| 74                         | Mikkel Honoré (DEN)          | 46.                        |
| 75                         | James Knox (GBR)             | 71.                        |
| 76                         | Mauro Schmid (SUI)           | 23.                        |
| 77                         | Ethan Vernon (GBR)           | DNF-4                      |

| AG2R Citroën Team ACT | AG2R Citroën Team ACT        | AG2R Citroën Team ACT |
| --------------------- | ---------------------------- | --------------------- |
| Num                   | Ciclista                     | Pos                   |
| 81                    | Ben O'Connor (AUS)           | 5.                    |
| 82                    | Geoffrey Bouchard (FRA)      | 43.                   |
| 83                    | Bob Jungels (LUX)            | 61.                   |
| 84                    | Lawrence Naesen (BEL)        | DNF-4                 |
| 85                    | Valentin Paret-Peintre (FRA) | 89.                   |
| 86                    | Nans Peters (FRA)            | 76.                   |
| 87                    | Michael Schär (SUI)          | 78.                   |

| Bora-Hansgrohe BOH | Bora-Hansgrohe BOH                    | Bora-Hansgrohe BOH |
| ------------------ | ------------------------------------- | ------------------ |
| Num                | Ciclista                              | Pos                |
| 91                 | Aleksandr Vlasov (RUS) (CRI)          | 1.                 |
| 92                 | Felix Großschartner (AUT)             | 28.                |
| 93                 | Sergio Higuita (COL) (estrada)        | 24.                |
| 94                 | Patrick Konrad (AUT) (estrada)        | 73.                |
| 95                 | Anton Palzer (GER)                    | 51.                |
| 96                 | Maximilian Schachmann (GER) (estrada) | 55.                |
| 97                 | Frederik Wandahl (DEN)                | 97.                |

| Lotto-Soudal LTS | Lotto-Soudal LTS         | Lotto-Soudal LTS |
| ---------------- | ------------------------ | ---------------- |
| Num              | Ciclista                 | Pos              |
| 101              | Steff Cras (BEL)         | 11.              |
| 102              | Sébastien Grignard (BEL) | 96.              |
| 103              | Matthew Holmes (GBR)     | NP-2             |
| 104              | Harry Sweeny (AUS)       | 104.             |
| 105              | Harm Vanhoucke (BEL)     | 93.              |
| 106              | Viktor Verschaeve (BEL)  | 81.              |

| Trek-Segafredo TFS | Trek-Segafredo TFS                 | Trek-Segafredo TFS |
| ------------------ | ---------------------------------- | ------------------ |
| Num                | Ciclista                           | Pos                |
| 111                | Antonio Tiberi (ITA)               | 72.                |
| 112                | Jon Aberasturi (ESP)               | HD-5               |
| 113                | Julien Bernard (FRA)               | 39.                |
| 114                | Gianluca Brambilla (ITA)           | 26.                |
| 115                | Kenny Elissonde (FRA)              | 22.                |
| 116                | Toms Skujiņš (LAT) (estrada e CRI) | 58.                |
| 117                | Antwan Tolhoek (NED)               | 66.                |

| Movistar Team MOV | Movistar Team MOV                  | Movistar Team MOV |
| ----------------- | ---------------------------------- | ----------------- |
| Num               | Ciclista                           | Pos               |
| 121               | Carlos Verona (ESP)                | 16.               |
| 122               | Abner González (PUR)               | 35.               |
| 123               | Johan Jacobs (SUI)                 | DNF-4             |
| 124               | Lluís Mas (ESP)                    | DNF-1             |
| 125               | Gregor Mühlberger (AUT)            | NP-5              |
| 126               | Óscar Rodríguez Garaicoechea (ESP) | 44.               |
| 127               | Einer Rubio (COL)                  | 10.               |

| BikeExchange-Jayco BEX | BikeExchange-Jayco BEX      | BikeExchange-Jayco BEX |
| ---------------------- | --------------------------- | ---------------------- |
| Num                    | Ciclista                    | Pos                    |
| 131                    | Matteo Sobrero (ITA) (CRI)  | 83.                    |
| 132                    | Sam Bewley (NZL)            | 99.                    |
| 133                    | Kevin Colleoni (ITA)        | NP-2                   |
| 134                    | Tsgabu Grmay (ETH)          | 53.                    |
| 135                    | Amund Grøndahl Jansen (NOR) | 94.                    |
| 136                    | Jan Maas (NED)              | 74.                    |
| 137                    | Dion Smith (NZL)            | 70.                    |

| Israel-Premier Tech IPT | Israel-Premier Tech IPT  | Israel-Premier Tech IPT |
| ----------------------- | ------------------------ | ----------------------- |
| Num                     | Ciclista                 | Pos                     |
| 141                     | Chris Froome (GBR)       | 65.                     |
| 142                     | Patrick Bevin (NZL)      | 38.                     |
| 143                     | Alexander Cataford (CAN) | 95.                     |
| 144                     | Jakob Fuglsang (DEN)     | 29.                     |
| 145                     | Krists Neilands (LAT)    | 80.                     |
| 146                     | Corbin Strong (NZL)      | NP-4                    |
| 147                     | Michael Woods (CAN)      | 17.                     |

| Team DSM DSM | Team DSM DSM             | Team DSM DSM |
| ------------ | ------------------------ | ------------ |
| Num          | Ciclista                 | Pos          |
| 151          | Andreas Leknessund (NOR) | 34.          |
| 152          | Nikias Arndt (GER)       | 54.          |
| 153          | Marco Brenner (GER)      | 87.          |
| 154          | Romain Combaud (FRA)     | NP-4         |
| 155          | Tim Naberman (NED)       | DNF-4        |
| 156          | Casper Pedersen (DEN)    | 113.         |
| 157          | Martijn Tusveld (NED)    | NP-4         |

| Astana Qazaqstan Team AST | Astana Qazaqstan Team AST   | Astana Qazaqstan Team AST |
| ------------------------- | --------------------------- | ------------------------- |
| Num                       | Ciclista                    | Pos                       |
| 161                       | Harold Tejada (COL)         | 20.                       |
| 162                       | Valerio Conti (ITA)         | 77.                       |
| 163                       | Stefan de Bod (RSA)         | 57.                       |
| 164                       | Dmitriy Gruzdev (KAZ)       | DNF-4                     |
| 165                       | Antonio Nibali (ITA)        | 85.                       |
| 166                       | Aleksandr Riabushenko (BLR) | 111.                      |
| 167                       | Andrey Zeits (KAZ)          | 60.                       |

| EF Education-EasyPost EFE | EF Education-EasyPost EFE | EF Education-EasyPost EFE |
| ------------------------- | ------------------------- | ------------------------- |
| Num                       | Ciclista                  | Pos                       |
| 171                       | Rigoberto Urán (COL)      | NP-2                      |
| 172                       | Ben Healy (IRL)           | 47.                       |
| 173                       | Neilson Powless (USA)     | 14.                       |
| 174                       | Sean Quinn (USA)          | 18.                       |
| 175                       | Georg Steinhauser (GER)   | 103.                      |

| Equipo Kern Pharma EKP | Equipo Kern Pharma EKP     | Equipo Kern Pharma EKP |
| ---------------------- | -------------------------- | ---------------------- |
| Num                    | Ciclista                   | Pos                    |
| 181                    | José Félix Parra (ESP)     | 37.                    |
| 182                    | Urko Berrade (ESP)         | 86.                    |
| 183                    | Francisco Galván (ESP)     | DNF-4                  |
| 184                    | Carlos García Pierna (ESP) | 75.                    |
| 185                    | Raúl García Pierna (ESP)   | 101.                   |
| 186                    | Diego López (ESP)          | 100.                   |
| 187                    | Pau Miquel (ESP)           | 49.                    |

| Suíça SUI | Suíça SUI         | Suíça SUI |
| --------- | ----------------- | --------- |
| Num       | Ciclista          | Pos       |
| 191       | Mathias Flückiger | 45.       |
| 192       | Nils Brun         | 108.      |
| 193       | Filippo Colombo   | 68.       |
| 194       | Antoine Debons    | 102.      |
| 195       | Dario Lillo       | 105.      |
| 196       | Valère Thiébaud   | 116.      |
| 197       | Yannis Voisard    | 63.       |

| Ineos Grenadiers IGD | Ineos Grenadiers IGD       | Ineos Grenadiers IGD |
| -------------------- | -------------------------- | -------------------- |
| Num                  | Ciclista                   | Pos                  |
| 1                    | Geraint Thomas (GBR)       | 19.                  |
| 2                    | Andrey Amador (CRC)        | 50.                  |
| 3                    | Laurens De Plus (BEL)      | 84.                  |
| 4                    | Ethan Hayter (GBR) (CRI)   | 62.                  |
| 5                    | Luke Plapp (AUS) (estrada) | 9.                   |
| 6                    | Brandon Rivera (COL)       | DNF-4                |
| 7                    | Magnus Sheffield (USA)     | 48.                  |

| UAE Team Emirates UAD | UAE Team Emirates UAD   | UAE Team Emirates UAD |
| --------------------- | ----------------------- | --------------------- |
| Num                   | Ciclista                | Pos                   |
| 11                    | Marc Hirschi (SUI)      | 21.                   |
| 12                    | Ivo Oliveira (POR)      | 88.                   |
| 13                    | Juan Ayuso (ESP)        | 4.                    |
| 14                    | Finn Fisher-Black (NZL) | 27.                   |
| 15                    | Fernando Gaviria (COL)  | NP-4                  |
| 16                    | Brandon McNulty (USA)   | NP-4                  |
| 17                    | Jan Polanc (SLO)        | 67.                   |

| Jumbo-Visma TJV | Jumbo-Visma TJV             | Jumbo-Visma TJV |
| --------------- | --------------------------- | --------------- |
| Num             | Ciclista                    | Pos             |
| 21              | Steven Kruijswijk (NED)     | 7.              |
| 22              | Rohan Dennis (AUS) (CRI)    | 8.              |
| 23              | Robert Gesink (NED)         | 52.             |
| 24              | Michel Hessmann (GER)       | 107.            |
| 25              | Sepp Kuss (USA)             | 12.             |
| 26              | Gijs Leemreize (NED)        | 79.             |
| 27              | Timo Roosen (NED) (estrada) | 92.             |

| Bahrain Victorious TBV | Bahrain Victorious TBV      | Bahrain Victorious TBV |
| ---------------------- | --------------------------- | ---------------------- |
| Num                    | Ciclista                    | Pos                    |
| 31                     | Damiano Caruso (ITA)        | 6.                     |
| 32                     | Gino Mäder (SUI)            | 2.                     |
| 33                     | Hermann Pernsteiner (AUT)   | 36.                    |
| 34                     | Johan Price-Pejtersen (DEN) | 114.                   |
| 35                     | Luis León Sánchez (ESP)     | 40.                    |
| 36                     | Dylan Teuns (BEL)           | 98.                    |
| 37                     | Stephen Williams (GBR)      | 98.                    |

| Intermarché-Wanty-Gobert Matériaux IWG | Intermarché-Wanty-Gobert Matériaux IWG | Intermarché-Wanty-Gobert Matériaux IWG |
| -------------------------------------- | -------------------------------------- | -------------------------------------- |
| Num                                    | Ciclista                               | Pos                                    |
| 41                                     | Louis Meintjes (RSA)                   | 32.                                    |
| 42                                     | Théo Delacroix (FRA)                   | 106.                                   |
| 43                                     | Quinten Hermans (BEL)                  | 69.                                    |
| 44                                     | Laurens Huys (BEL)                     | 110.                                   |
| 45                                     | Julius Johansen (DEN)                  | 115.                                   |
| 46                                     | Baptiste Planckaert (BEL)              | NP-3                                   |
| 47                                     | Rein Taaramäe (EST) (CRI)              | 33.                                    |

| Cofidis COF | Cofidis COF              | Cofidis COF |
| ----------- | ------------------------ | ----------- |
| Num         | Ciclista                 | Pos         |
| 51          | Ion Izagirre (ESP) (CRI) | 64.         |
| 52          | Sander Armée (BEL)       | 56.         |
| 53          | Tom Bohli (SUI)          | 112.        |
| 54          | Thomas Champion (FRA)    | 109.        |
| 55          | Rubén Fernández (ESP)    | 42.         |
| 56          | Simon Geschke (GER)      | 3.          |
| 57          | Davide Villella (ITA)    | 31.         |

| Groupama-FDJ GFC | Groupama-FDJ GFC            | Groupama-FDJ GFC |
| ---------------- | --------------------------- | ---------------- |
| Num              | Ciclista                    | Pos              |
| 61               | Thibaut Pinot (FRA)         | 13.              |
| 62               | Matteo Badilatti (SUI)      | 59.              |
| 63               | Rudy Molard (FRA)           | 25.              |
| 64               | Quentin Pacher (FRA)        | 41.              |
| 65               | Sébastien Reichenbach (SUI) | 15.              |
| 66               | Anthony Roux (FRA)          | 90.              |
| 67               | Michael Storer (AUS)        | NP-1             |

| Quick-Step Alpha Vinyl QST | Quick-Step Alpha Vinyl QST   | Quick-Step Alpha Vinyl QST |
| -------------------------- | ---------------------------- | -------------------------- |
| Num                        | Ciclista                     | Pos                        |
| 71                         | Rémi Cavagna (FRA) (estrada) | 82.                        |
| 72                         | Mattia Cattaneo (ITA)        | 91.                        |
| 73                         | Josef Černý (CZE) (CRI)      | DNF-4                      |
| 74                         | Mikkel Honoré (DEN)          | 46.                        |
| 75                         | James Knox (GBR)             | 71.                        |
| 76                         | Mauro Schmid (SUI)           | 23.                        |
| 77                         | Ethan Vernon (GBR)           | DNF-4                      |

| AG2R Citroën Team ACT | AG2R Citroën Team ACT        | AG2R Citroën Team ACT |
| --------------------- | ---------------------------- | --------------------- |
| Num                   | Ciclista                     | Pos                   |
| 81                    | Ben O'Connor (AUS)           | 5.                    |
| 82                    | Geoffrey Bouchard (FRA)      | 43.                   |
| 83                    | Bob Jungels (LUX)            | 61.                   |
| 84                    | Lawrence Naesen (BEL)        | DNF-4                 |
| 85                    | Valentin Paret-Peintre (FRA) | 89.                   |
| 86                    | Nans Peters (FRA)            | 76.                   |
| 87                    | Michael Schär (SUI)          | 78.                   |

| Bora-Hansgrohe BOH | Bora-Hansgrohe BOH                    | Bora-Hansgrohe BOH |
| ------------------ | ------------------------------------- | ------------------ |
| Num                | Ciclista                              | Pos                |
| 91                 | Aleksandr Vlasov (RUS) (CRI)          | 1.                 |
| 92                 | Felix Großschartner (AUT)             | 28.                |
| 93                 | Sergio Higuita (COL) (estrada)        | 24.                |
| 94                 | Patrick Konrad (AUT) (estrada)        | 73.                |
| 95                 | Anton Palzer (GER)                    | 51.                |
| 96                 | Maximilian Schachmann (GER) (estrada) | 55.                |
| 97                 | Frederik Wandahl (DEN)                | 97.                |

| Lotto-Soudal LTS | Lotto-Soudal LTS         | Lotto-Soudal LTS |
| ---------------- | ------------------------ | ---------------- |
| Num              | Ciclista                 | Pos              |
| 101              | Steff Cras (BEL)         | 11.              |
| 102              | Sébastien Grignard (BEL) | 96.              |
| 103              | Matthew Holmes (GBR)     | NP-2             |
| 104              | Harry Sweeny (AUS)       | 104.             |
| 105              | Harm Vanhoucke (BEL)     | 93.              |
| 106              | Viktor Verschaeve (BEL)  | 81.              |

| Trek-Segafredo TFS | Trek-Segafredo TFS                 | Trek-Segafredo TFS |
| ------------------ | ---------------------------------- | ------------------ |
| Num                | Ciclista                           | Pos                |
| 111                | Antonio Tiberi (ITA)               | 72.                |
| 112                | Jon Aberasturi (ESP)               | HD-5               |
| 113                | Julien Bernard (FRA)               | 39.                |
| 114                | Gianluca Brambilla (ITA)           | 26.                |
| 115                | Kenny Elissonde (FRA)              | 22.                |
| 116                | Toms Skujiņš (LAT) (estrada e CRI) | 58.                |
| 117                | Antwan Tolhoek (NED)               | 66.                |

| Movistar Team MOV | Movistar Team MOV                  | Movistar Team MOV |
| ----------------- | ---------------------------------- | ----------------- |
| Num               | Ciclista                           | Pos               |
| 121               | Carlos Verona (ESP)                | 16.               |
| 122               | Abner González (PUR)               | 35.               |
| 123               | Johan Jacobs (SUI)                 | DNF-4             |
| 124               | Lluís Mas (ESP)                    | DNF-1             |
| 125               | Gregor Mühlberger (AUT)            | NP-5              |
| 126               | Óscar Rodríguez Garaicoechea (ESP) | 44.               |
| 127               | Einer Rubio (COL)                  | 10.               |

| BikeExchange-Jayco BEX | BikeExchange-Jayco BEX      | BikeExchange-Jayco BEX |
| ---------------------- | --------------------------- | ---------------------- |
| Num                    | Ciclista                    | Pos                    |
| 131                    | Matteo Sobrero (ITA) (CRI)  | 83.                    |
| 132                    | Sam Bewley (NZL)            | 99.                    |
| 133                    | Kevin Colleoni (ITA)        | NP-2                   |
| 134                    | Tsgabu Grmay (ETH)          | 53.                    |
| 135                    | Amund Grøndahl Jansen (NOR) | 94.                    |
| 136                    | Jan Maas (NED)              | 74.                    |
| 137                    | Dion Smith (NZL)            | 70.                    |

| Israel-Premier Tech IPT | Israel-Premier Tech IPT  | Israel-Premier Tech IPT |
| ----------------------- | ------------------------ | ----------------------- |
| Num                     | Ciclista                 | Pos                     |
| 141                     | Chris Froome (GBR)       | 65.                     |
| 142                     | Patrick Bevin (NZL)      | 38.                     |
| 143                     | Alexander Cataford (CAN) | 95.                     |
| 144                     | Jakob Fuglsang (DEN)     | 29.                     |
| 145                     | Krists Neilands (LAT)    | 80.                     |
| 146                     | Corbin Strong (NZL)      | NP-4                    |
| 147                     | Michael Woods (CAN)      | 17.                     |

| Team DSM DSM | Team DSM DSM             | Team DSM DSM |
| ------------ | ------------------------ | ------------ |
| Num          | Ciclista                 | Pos          |
| 151          | Andreas Leknessund (NOR) | 34.          |
| 152          | Nikias Arndt (GER)       | 54.          |
| 153          | Marco Brenner (GER)      | 87.          |
| 154          | Romain Combaud (FRA)     | NP-4         |
| 155          | Tim Naberman (NED)       | DNF-4        |
| 156          | Casper Pedersen (DEN)    | 113.         |
| 157          | Martijn Tusveld (NED)    | NP-4         |

| Astana Qazaqstan Team AST | Astana Qazaqstan Team AST   | Astana Qazaqstan Team AST |
| ------------------------- | --------------------------- | ------------------------- |
| Num                       | Ciclista                    | Pos                       |
| 161                       | Harold Tejada (COL)         | 20.                       |
| 162                       | Valerio Conti (ITA)         | 77.                       |
| 163                       | Stefan de Bod (RSA)         | 57.                       |
| 164                       | Dmitriy Gruzdev (KAZ)       | DNF-4                     |
| 165                       | Antonio Nibali (ITA)        | 85.                       |
| 166                       | Aleksandr Riabushenko (BLR) | 111.                      |
| 167                       | Andrey Zeits (KAZ)          | 60.                       |

| EF Education-EasyPost EFE | EF Education-EasyPost EFE | EF Education-EasyPost EFE |
| ------------------------- | ------------------------- | ------------------------- |
| Num                       | Ciclista                  | Pos                       |
| 171                       | Rigoberto Urán (COL)      | NP-2                      |
| 172                       | Ben Healy (IRL)           | 47.                       |
| 173                       | Neilson Powless (USA)     | 14.                       |
| 174                       | Sean Quinn (USA)          | 18.                       |
| 175                       | Georg Steinhauser (GER)   | 103.                      |

| Equipo Kern Pharma EKP | Equipo Kern Pharma EKP     | Equipo Kern Pharma EKP |
| ---------------------- | -------------------------- | ---------------------- |
| Num                    | Ciclista                   | Pos                    |
| 181                    | José Félix Parra (ESP)     | 37.                    |
| 182                    | Urko Berrade (ESP)         | 86.                    |
| 183                    | Francisco Galván (ESP)     | DNF-4                  |
| 184                    | Carlos García Pierna (ESP) | 75.                    |
| 185                    | Raúl García Pierna (ESP)   | 101.                   |
| 186                    | Diego López (ESP)          | 100.                   |
| 187                    | Pau Miquel (ESP)           | 49.                    |

| Suíça SUI | Suíça SUI         | Suíça SUI |
| --------- | ----------------- | --------- |
| Num       | Ciclista          | Pos       |
| 191       | Mathias Flückiger | 45.       |
| 192       | Nils Brun         | 108.      |
| 193       | Filippo Colombo   | 68.       |
| 194       | Antoine Debons    | 102.      |
| 195       | Dario Lillo       | 105.      |
| 196       | Valère Thiébaud   | 116.      |
| 197       | Yannis Voisard    | 63.       |

Convenções:
- AB-N: Abandono na etapa "N"
- FLT-N: Retiro por chegada fora do limite de tempo na etapa "N"
- NTS-N: Não tomou a saída para a etapa "N"
- DES-N: Desclassificado ou expulsado na etapa "N"

## UCI World Ranking
O Volta à Romandia outorgou pontos para o UCI World Ranking para corredores das equipas nas categorias UCI WorldTeam, UCI ProTeam e Continental. As seguintes tabelas são o barómetro de pontuação e os dez corredores que obtiveram mais pontos:
| Posição             | 1.º | 2.º | 3.º | 4.º | 5.º | 6.º | 7.º | 8.º | 9.º | 10.º | 11.º | 12.º | 13.º | 14.º | 15.º | 16.º-20.º | 21.º-30.º | 31.º-50.º | 51.º-55.º | 56.º-60.º |
| Classificação geral | 500 | 400 | 325 | 275 | 225 | 175 | 150 | 125 | 100 | 85   | 70   | 60   | 50   | 40   | 35   | 30        | 20        | 10        | 5         | 3         |
| Por etapa           | 60  | 25  | 10  |     |     |     |     |     |     |      |      |      |      |      |      |           |           |           |           |           |
| Líder               | 10  |     |     |     |     |     |     |     |     |      |      |      |      |      |      |           |           |           |           |           |

| Classificação |                   |                    |       |       |       |       |
| Posição       | Ciclista          | Equipa             | Geral | Etapa | Líder | Total |
| ------------- | ----------------- | ------------------ | ----- | ----- | ----- | ----- |
| 1.º           | Aleksandr Vlasov  | Bora-Hansgrohe     | 500   | 85    | -     | 585   |
| 2.º           | Gino Mäder        | Bahrain Victorious | 400   | 10    | -     | 410   |
| 3.º           | Simon Geschke     | Cofidis            | 325   | 25    | -     | 350   |
| 4.º           | Juan Ayuso        | UAE Emirates       | 275   | 10    | -     | 285   |
| 5.º           | Ben O'Connor      | AG2R Citroën       | 225   | -     | -     | 225   |
| 6.º           | Rohan Dennis      | Jumbo-Visma        | 125   | 60    | 40    | 225   |
| 7.º           | Damiano Caruso    | Bahrain Victorious | 175   | -     | -     | 175   |
| 8.º           | Ethan Hayter      | Ineos Grenadiers   | -     | 145   | 10    | 155   |
| 9.º           | Steven Kruijswijk | Jumbo-Visma        | 150   | -     | -     | 150   |
| 10.º          | Luke Plapp        | Ineos Grenadiers   | 100   | -     | -     | 100   |